# Nowickea
Nowickea, manji biljni rod iz prodice kermesovki opisan s dvije nove vrste tek 1989 godine. Obje su endemi iz Meksika, jedna iz države Jalisco, a druga iz Morelosa

## Vrste
1. Nowickea glabra J.Martínez & J.A.McDonald (Morelos).
2. Nowickea xolocotzii J.Martínez & J.A.McDonald (Guanajuato, Jalisco).